# Ophisma fugiens
Ophisma fugiens är en fjärilsart som beskrevs av Walker 1858. Ophisma fugiens ingår i släktet Ophisma och familjen nattflyn. Inga underarter finns listade i Catalogue of Life.